# Derambila hyperphyes
Derambila hyperphyes là một loài bướm đêm trong họ Geometridae.